# Hippy Hippy Shake
Hippy Hippy Shake est une chanson écrite et enregistrée en 1959 par Chan Romero (en) alors qu'il n'avait que 17 ans,. Elle atteint la 3e place en Australie.

## Historique

### Personnel
- Chan Romero – guitare, chant
- Barney Kessel – guitare rythmique
- Irving Ashby – contrebasse
- Rene Hall – guitare basse Danelectro[4]
- Earl Palmer – batterie[5]

## Reprises

### The Swingin' Blue Jeans
Une version des Swingin' Blue Jeans a été publiée en décembre 1963. En début de 1964, ce single a atteint le Top 5 (#2) au Royaume-Uni et le Top 30 (#24) dans les palmarès américains. C'est leur plus grand succès.

### The Beatles
Pistes inédites de Live at the BBC
Nothin' Shakin' Glad All Over
Les Beatles ont repris The Hippy Hippy Shake à leurs débuts, quand ils se produisaient dans de petits clubs. On en retrouve une version enregistrée à Hambourg dans le bootleg Live! at the Star-Club in Hamburg, Germany; 1962 publié en 1977.
Cinq versions de cette chanson ont aussi été enregistrées en direct des studios de la BBC. La seconde version, enregistrée le 24 mai au Aeolian Hall pour leur premier épisode de Pop Go the Beatles (en) du 4 juin, datant bien avant la version des Swinging Blue Jeans, est aujourd'hui disponible sur l'album en téléchargement The Beatles Bootleg Recordings 1963 publié en 2013. Une autre prestation enregistrée le 10 juillet 1963 dans le studio 2, encore une fois, au Aeolian Hall de Londres, et mise en onde le 30 à l'émission Saturday Club (en) se trouve sur Live at the BBC. Une troisième version, enregistrée au même endroit le 10 septembre 1963 toujours pour leur émission radio Pop Go The Beatles diffusée cette fois le 30 du même mois, a été incluse sur On Air - Live at the BBC Volume 2.
Les Beatles ont aussi revisité la chanson pendant les séances pour le documentaire et l'album Let It Be en janvier 1969. Cette version n'a jamais été commercialisée par Apple Records.

#### Personnel
- Paul McCartney – chant, basse
- John Lennon – guitare rythmique
- George Harrison – guitare solo
- Ringo Starr – batterie

### Autres versions
Une adaptation italienne par le rocker Little Tony a été publiée quelques mois après la version originale et a connu un succès modéré en Italie et même au Royaume-Uni.
La chanson a été reprise par le groupe glam rock Mud en 1974 sur leur album Mud Rock qui a atteint la 8e position dans les charts britanniques.
En 1984, Thee Milkshakes (avec Billy Childish), un groupe de garage rock britannique l'ont également enregistré pour leur album 20 Rock And Roll Hits of the 50's and 60's.
La chanson a également été reprise par Davy Jones, en 1987, en face B de son single After Your Heart.
Jesse and the Rippers ont joué cette chanson en spectacle au Walt Disney World pour un épisode de l'émission américaine Full House[réf. nécessaire]. En 2013, Jesse et les Rippers la jouent encore lors du talk-show Late Night with Jimmy Fallon dans le cadre de leur soirée de retrouvailles[réf. nécessaire].
En 1988, la chanson a également été reprise par le groupe des Georgia Satellites qui a atteint la 45e place le Billboard Hot 100 et la 13e au Mainstream Rock Tracks chart.

## Dans la culture populaire
La chanson a été incluse dans les films The Men Who Stare at Goats, X-Men: First Class, Uncle Buck et Austin Powers: International Man of Mystery.
La reprise des Georgia Satellites est entendue dans les films Cocktail, Angels in the Outfield et It Takes Two ainsi que dans un épisode des Les Simpson.
En 1979, dans la chanson Dance This Mess Around des B-52's on entend nombre de références à la culture populaire des années 1960, y compris le vers « Hippy hippy forward hippy hippy hippy hippy hippy shake », une allusion à cette chanson.